# We Bought a Zoo
We Bought a Zoo is een Amerikaanse romantische komedie uit 2011. Deze film is geregisseerd door Cameron Crowe.

## Verhaal
De film is enigszins gebaseerd op een waargebeurd verhaal rond het Britse Dartmoor Zoological Park, maar wijkt op veel punten af van de reële gebeurtenissen. Voormalig Guardian-journalist Benjamin Mee (gespeeld door Matt Damon) koopt na de dood van zijn vrouw een vervallen dierentuin, op het platteland, van zijn laatste spaargeld, om zijn leven weer op te pakken. Alles verloopt niet van een leien dakje en ook op privégebied speelt er zich van alles af. Het verhaal is een mix van komedie en drama.

## Rolverdeling
| Acteur                 | Personage       |
| ---------------------- | --------------- |
| Thomas Haden Church    | Duncan Mee      |
| Patrick Fugit          | Robin Jones     |
| Matt Damon             | Benjamin Mee    |
| Scarlett Johansson     | Kelly Foster    |
| Elle Fanning           | Lily Miska      |
| Angus Macfadyen        | Peter MacCready |
| Nicole Andrews         | Joyce Jamison   |
| Mark Hengst            | David White     |
| LJ Benet               | Brady           |
| John Michael Higgins   | Walter Ferris   |
| Peter Riegert          | Delbert McGinty |
| Stephanie Szostak      | Katherine Mee   |
| Maggie Elizabeth Jones | Rosie Mee       |
| Carla Gallo            | Rhonda          |
| Desi Lydic             | Shea Seger      |
| Colin Ford             | Dylan Mee       |
| J. B. Smoove           | mr. Stevens     |
| Cameron Crowe          |                 |